# Lira de Creta

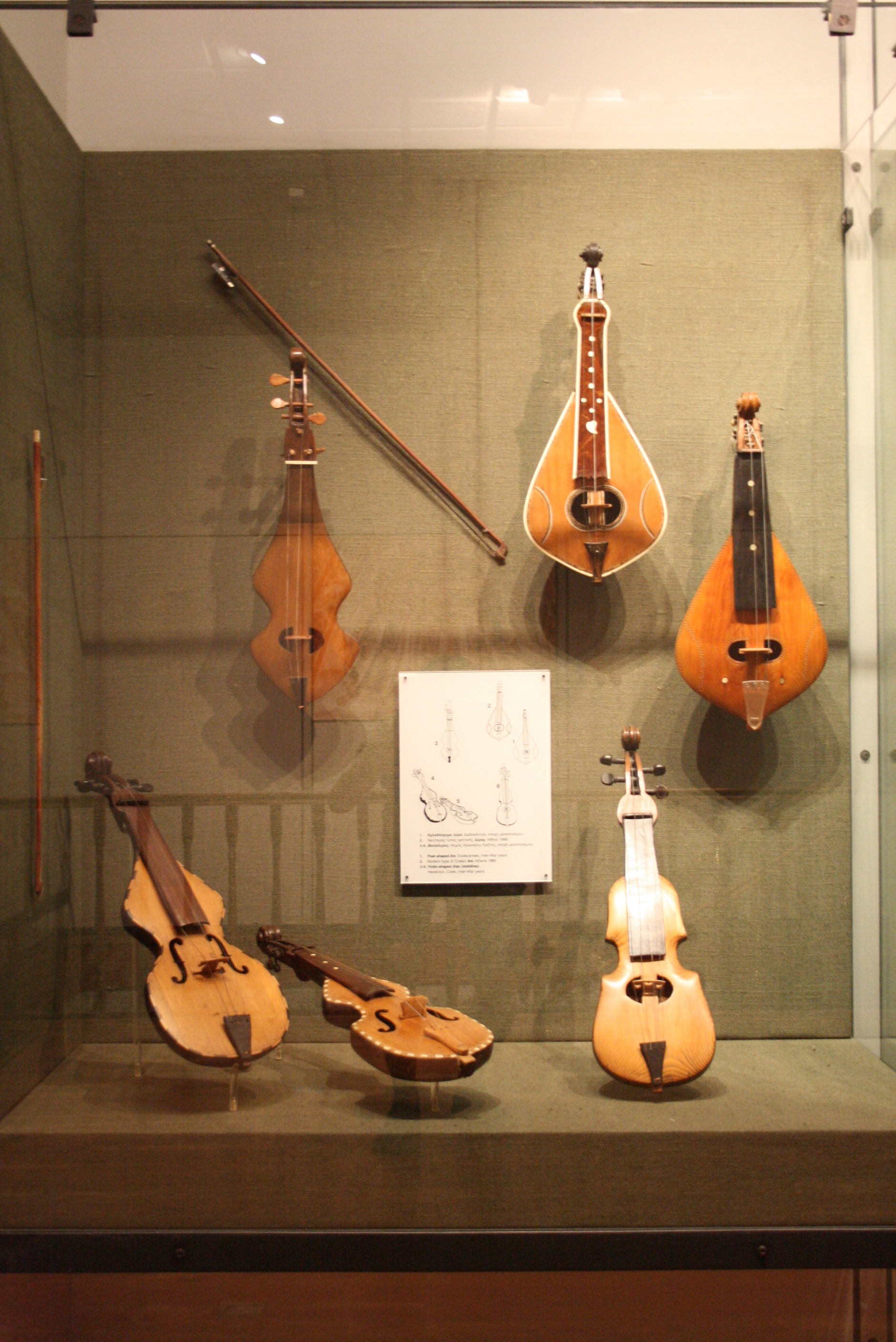
Diversos models de lira de Creta al Museu d'instruments tradicionals grecs, d'Atenes.

La lyra (en grec: λύρα) és un instrument de corda fregada, tradicional de l'illa de Creta. L'instrument, de tres cordes, es disposa en posició vertical i no sempre recolza enlloc sinó que a vegades s'aguanta suspès a l'aire amb la mà esquerra. L'arc, a vegades incorpora uns picarols que sonen el mateix fregar les cordes. La lira de Creta, és considerat com la forma de supervivència més popular de la lira de Bizanci medieval, un avantpassat de la majoria dels instruments d'arc europeu. Morfològicament està emparentat directament amb el kamânche o kemânçe o kemençe tradicional de Turquia, la lijerica d'Hercegovina i Dalmàcia, i el gadulka de Bulgària. La lira de Creta, malgrat la coincidència de nom no té cap relació i no es pot confondre amb la lira de l'antiga Grècia. En la classificació de Hornbostel-Sachs pertany al grup: 321.321 dels llaüts amb caixa de ressonància en forma de bol. Són intèrprets destacats: Kostas Mountakis, Thanassis Skordalos, i Psarantonis.

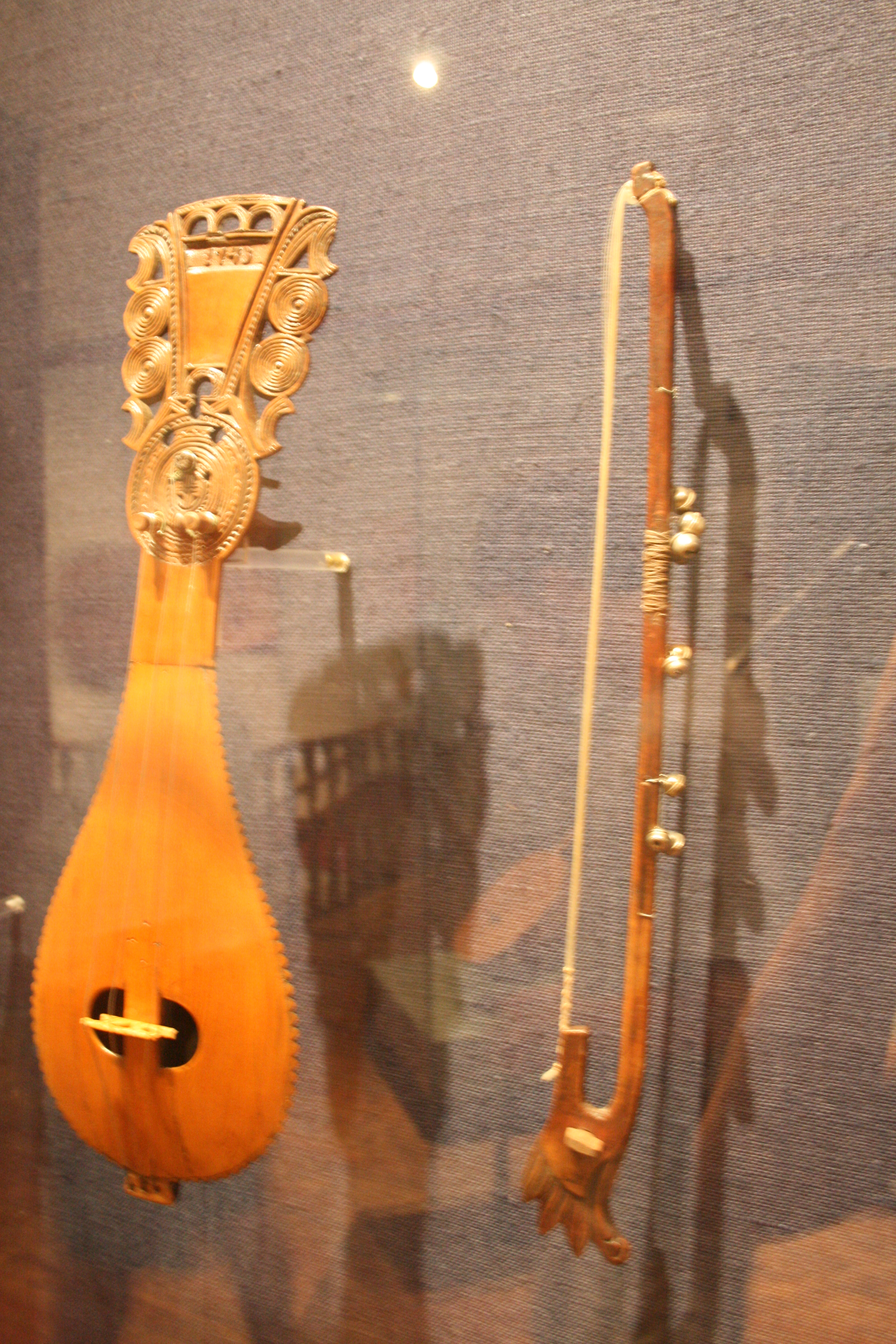
Lira de Creta i arc amb picarols, al Museu d'instruments tradicionals grecs, d'Atenes
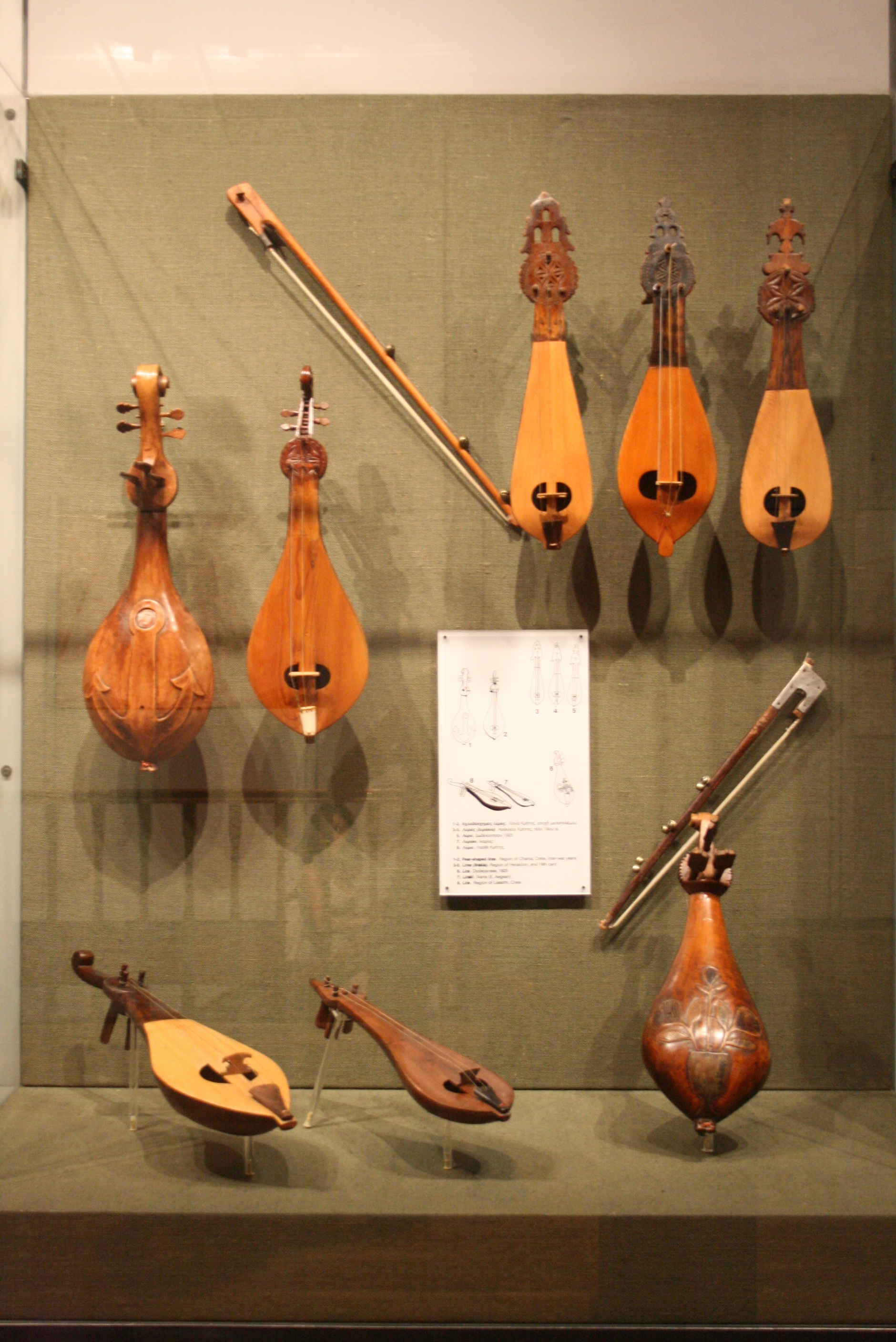
Diversos tipus de lires de Creta al mateix museu
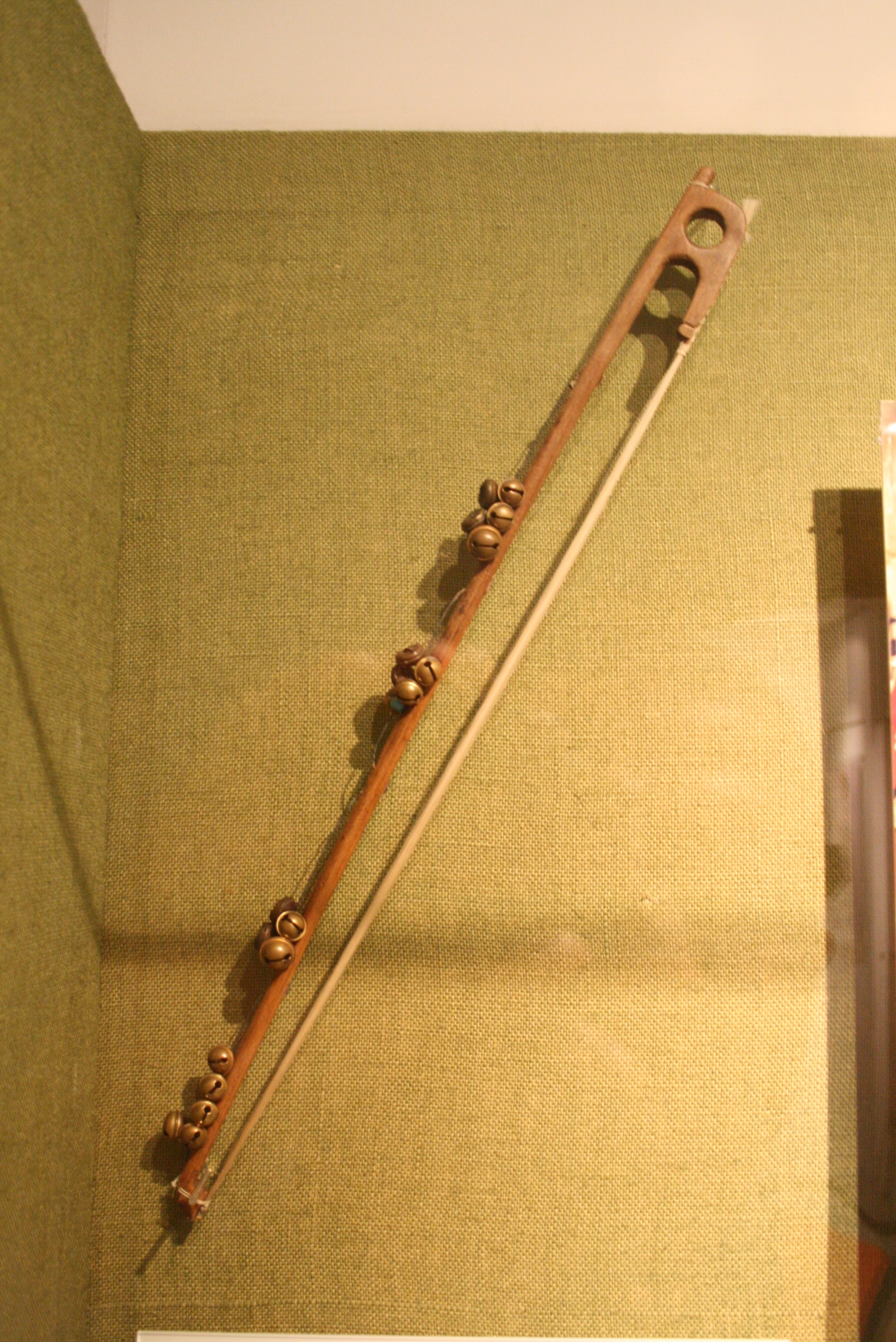
Arc de lira de Creta, amb picarols, al mateix museu
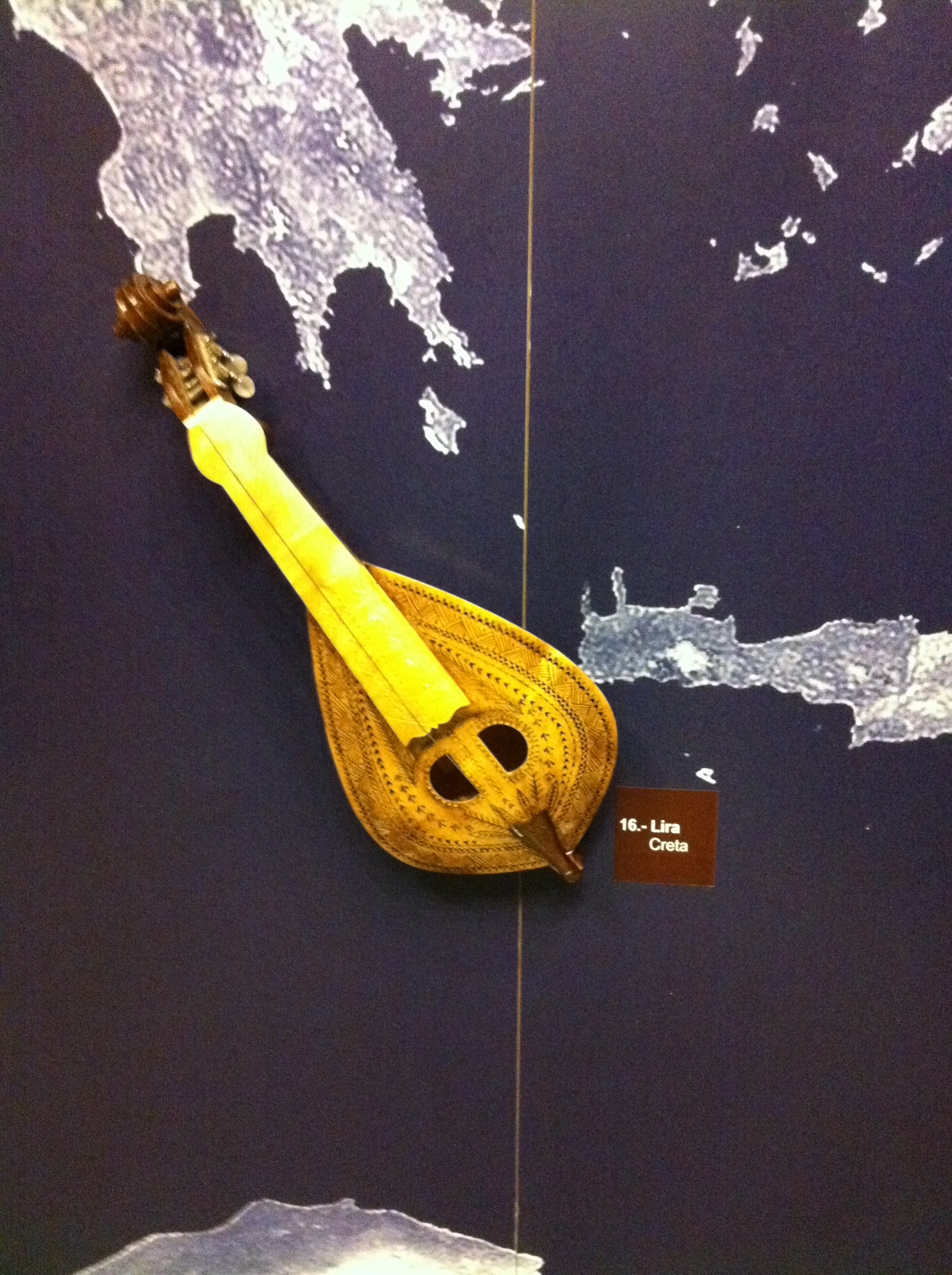
Lira de Creta al Museu de la Mediterrània